# دکتر جکیل و آقای هاید (فیلم ۱۹۲۰)
دکتر جکیل و آقای هاید (انگلیسی: Dr. Jekyll and Mr. Hyde) فیلمی در ژانر ترسناک و علمی–تخیلی به کارگردانی جان اس. رابرتسن است که در سال ۱۹۲۰ منتشر شد.

## بازیگران
- جان باریمور
- مارتا منسفیلد
- نیتا نالدی
- چارلز لین
- ادگار وارز
- چارلز ویلیس لین